# Żychlin (powiat koniński)
Żychlin – wieś w Polsce położona w województwie wielkopolskim, w powiecie konińskim, w gminie Stare Miasto.
W latach 1975–1998 miejscowość należała administracyjnie do województwa konińskiego.
Miejscowość istniejąca już w późnym średniowieczu. Pod koniec XIV w. własność rodu Żychlińskich herbu Szeliga. W 1754 r. Żychlin kupiła rodzina Oppeln-Bronikowskich.
W okresie PRL-u we wsi mieściła się baza maszynowa Spółdzielni Kółek Rolniczych w Koninie. 
W Żychlinie mieści się jednostka Ochotniczej Straży Pożarnej. 

## Demografia
Dane o ludności z 2021:
| Opis                                | Ogółem | Ogółem | Kobiety | Kobiety | Mężczyźni | Mężczyźni |
| ----------------------------------- | ------ | ------ | ------- | ------- | --------- | --------- |
| Jednostka                           | osób   | %      | osób    | %       | osób      | %         |
| Populacja                           | 2087   | 100    | 1058    | 50,69   | 1029      | 49,31     |
| Wiek przedprodukcyjny (0–17 lat)    | 434    | 20,8   | 218     | 10,45   | 216       | 10,35     |
| Wiek produkcyjny (18–65 lat)        | 1261   | 60,42  | 595     | 28,51   | 666       | 31,91     |
| Wiek poprodukcyjny (powyżej 65 lat) | 392    | 18,78  | 245     | 11,74   | 147       | 7,04      |

## Parafie w Żychlinie

### Parafia Ewangelicko-Reformowana w Żychlinie
W Żychlinie znajduje się parafia Kościoła Ewangelicko-Reformowanego. Jest to jedyna parafia ewangelicko-reformowana, która nieprzerwanie przetrwała od czasów polskiej Reformacji do dziś.
Początki parafii wiążą się z ufundowaniem przez Piotra i Katarzynę Żychlińskich w 1610 r. drewnianego kościoła. W historii parafii były momenty poważnego zagrożenia. Tak było np. w okresie konfederacji barskiej, gdy w czasie napadu na plebanię został zamordowany ksiądz J.S. Majewski.
W połowie XVIII w. dobra żychlińskie przeszły w posiadanie innej rodziny ewangelickiej, Oppeln-Bronikowskich, którzy stają się nowymi patronami zboru. Za ich czasów w pierwszej połowie XIX w. zostały zbudowane wszystkie istniejące do dziś nieruchomości parafialne.
W XIX w. elita zborowa, jaką były rodziny szlachty ewangelickiej, w wyniku koligacji z rodzinami katolickimi powoli odchodziła od wyznania przodków. W mniejszym stopniu dotyczyło to miejscowej ludności. Dopiero obie wojny światowe doprowadziły do rozproszenia znacznej części parafian.
Ewangelicko-Reformowany zespół kościelny w Żychlinie charakteryzuje architektura o cechach typowych dla budownictwa sakralnego tego wyznania na obszarze Rzeczypospolitej. Obiekty zespołu stanowią zwarty kompleks i do dziś użytkowane są zgodnie z pierwotnym przeznaczeniem. Wszystko to nadaje całości charakter unikatu w skali kraju.

### Postacie związane z parafią żychlińską
- Piotr Żychliński, pułkownik, starosta wałecki, podkomorzy kaliski, uczestnik bitwy pod Chocimiem, patron zboru w latach 1665–1697.
- Andrzej Piotrowski, miecznik wieluński, znany jako ostatni poseł ewangelicki usunięty w 1718 r. z izby poselskiej, pochowany w Żychlinie w 1736 r.
- Adam Oppeln-Bronikowski, generał wojsk saskich, patron zboru w latach 1751–1778.
- Adam Feliks Oppeln-Bronikowski, szambelan króla Stanisława Augusta Poniatowskiego, poseł na Sejm Czteroletni, senator-kasztelan Królestwa Kongresowego, patron zboru w latach 1778–1840.
- Aleksander Chlebowski, pułkownik, uczestnik powstania kościuszkowskiego i wojen napoleońskich, odznaczony Krzyżem Legii Honorowej, pochowany w Żychlinie w 1848 r.

### Parafia NMP z Guadalupe i św. Jana Diego
10 maja 2005 roku biskup włocławski Wiesław Alojzy Mering przewodniczył uroczystości erygowania ośrodka duszpasterskiego, obecnie parafii Najświętszej Maryi Panny z Guadalupe i św. Jana Diego, która została wydzielona z parafii św. Apostołów Piotra i Pawła w Starym Mieście. Parafia liczy około 2200 wiernych. Kościół parafialny jest w trakcie budowy, a msze święte sprawowane są tymczasowo w kaplicy, która jest zabytkiem wcześniej wykorzystywanym jako magazyn zboża.

## Zabytki historyczne

### Kościół Ewangelicko-Reformowany

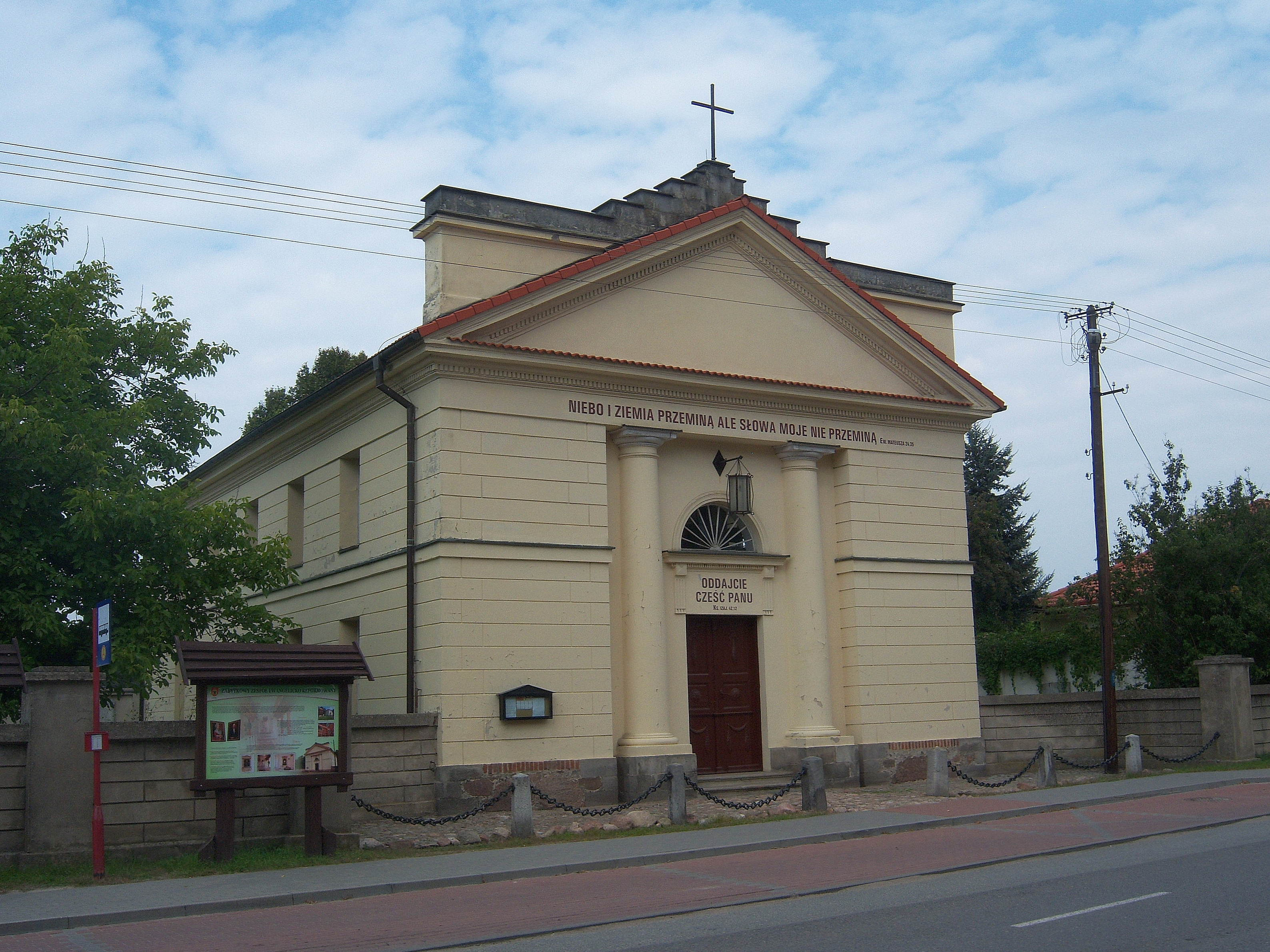
Kościół ewangelicko-reformowany

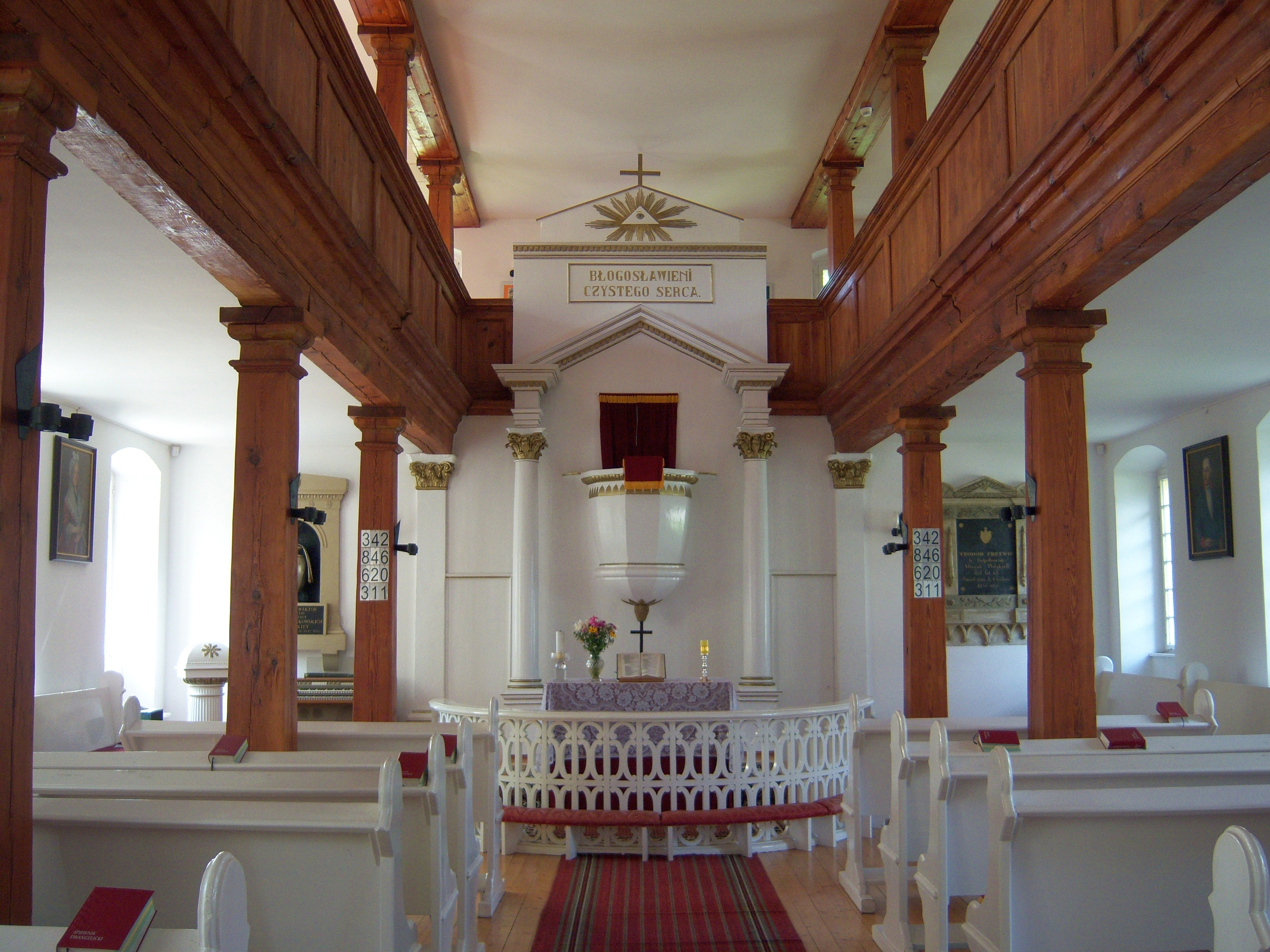
Wnętrze kościoła ewangelicko-reformowanego

Budynek kościoła wzniesiony został w latach 1821–1822 w stylu klasycystycznym na planie prostokąta z dachem trójspadowym. Fasada ozdobiona jest dwukolumnowym portykiem podtrzymującym trójkątny tympanon zwieńczony attyką. Wnętrze proste i skromne – zgodnie z biblijnym pouczeniem (Księga Wyjścia 20, 4-5) – z centralnie umieszczoną kazalnicą, po której obu stronach znajdują się klasycystyczne epitafia: Melanii Kurnatowskiej i ppłka armii Księstwa Warszawskiego Teodora Pretwicza oraz portrety szczególnych dobroczyńców parafii: Adama Oppeln-Bronikowskiego i jego żony Joanny Florentyny z Potworowskich Bronikowskiej. Wzdłuż trzech ścian biegnie modrzewiowa empora.

### Lapidarium
Utworzone zostało w latach 1985–1991 w obrębie dawnego cmentarza tj. wokół kościoła i dzwonnicy, i gromadzi cenne historycznie i artystycznie nagrobki pochodzące z całej Polski, z terenów gdzie istniały niegdyś parafie reformowane a pozostały niszczejące cmentarze, których uratować się już nie da.

### Mauzoleum
Grobowiec rodzinny w formie miniatury kościoła zbudował w 1840 r. marszałek miejscowej szlachty Rafał Bronikowski. W 1942 r. Niemcy zbezcześcili to miejsce, usuwając i paląc trumny. Szczątki ludzkie zakopano na cmentarzu. Obecnie zgromadzono tu pamiątki poświęcone historii zboru oraz XVI-wieczną płytę nagrobną autorstwa Santi Gucciego z lapidarium.

### Dwór i folwark

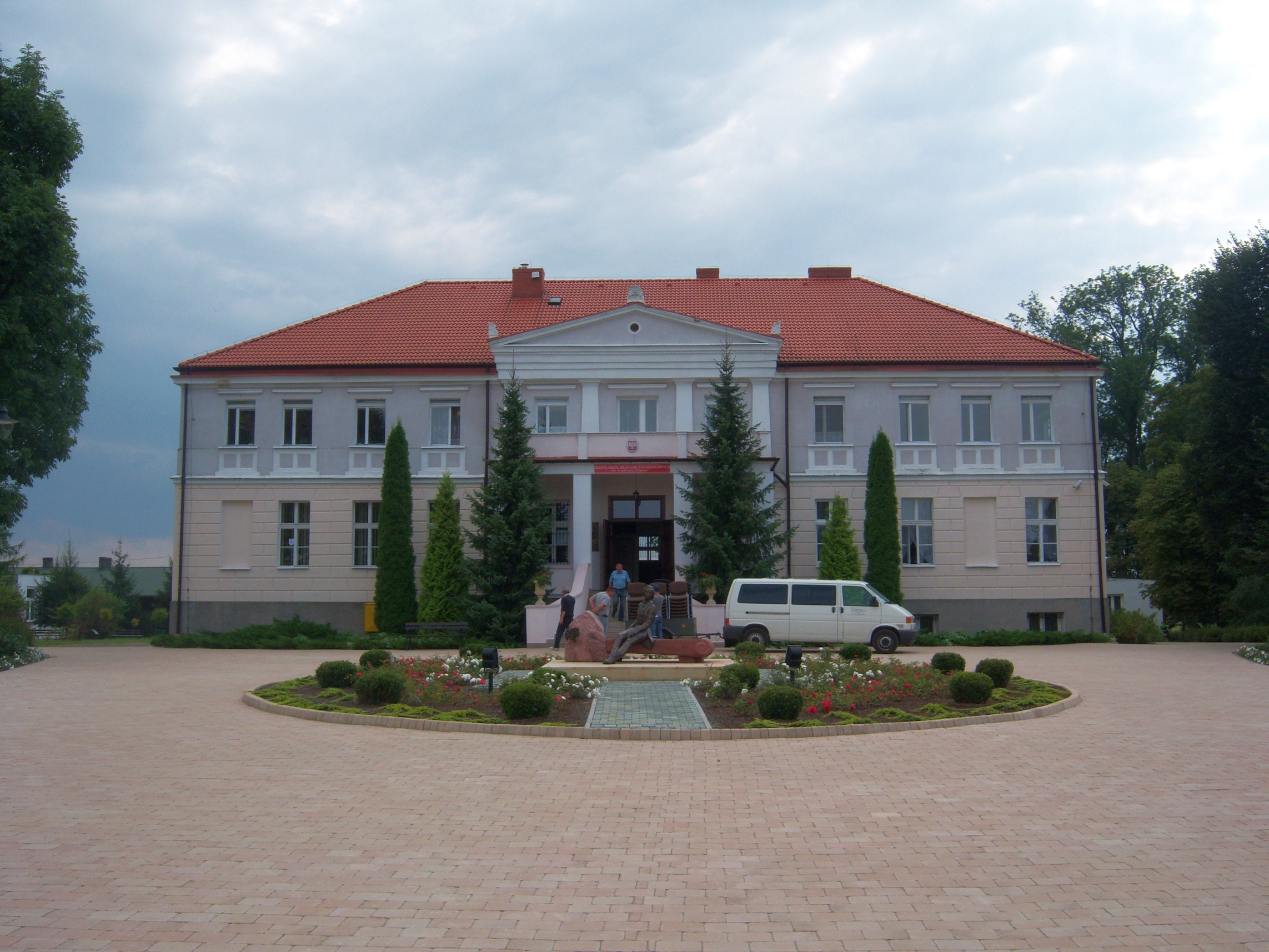
Dwór Bronikowskich

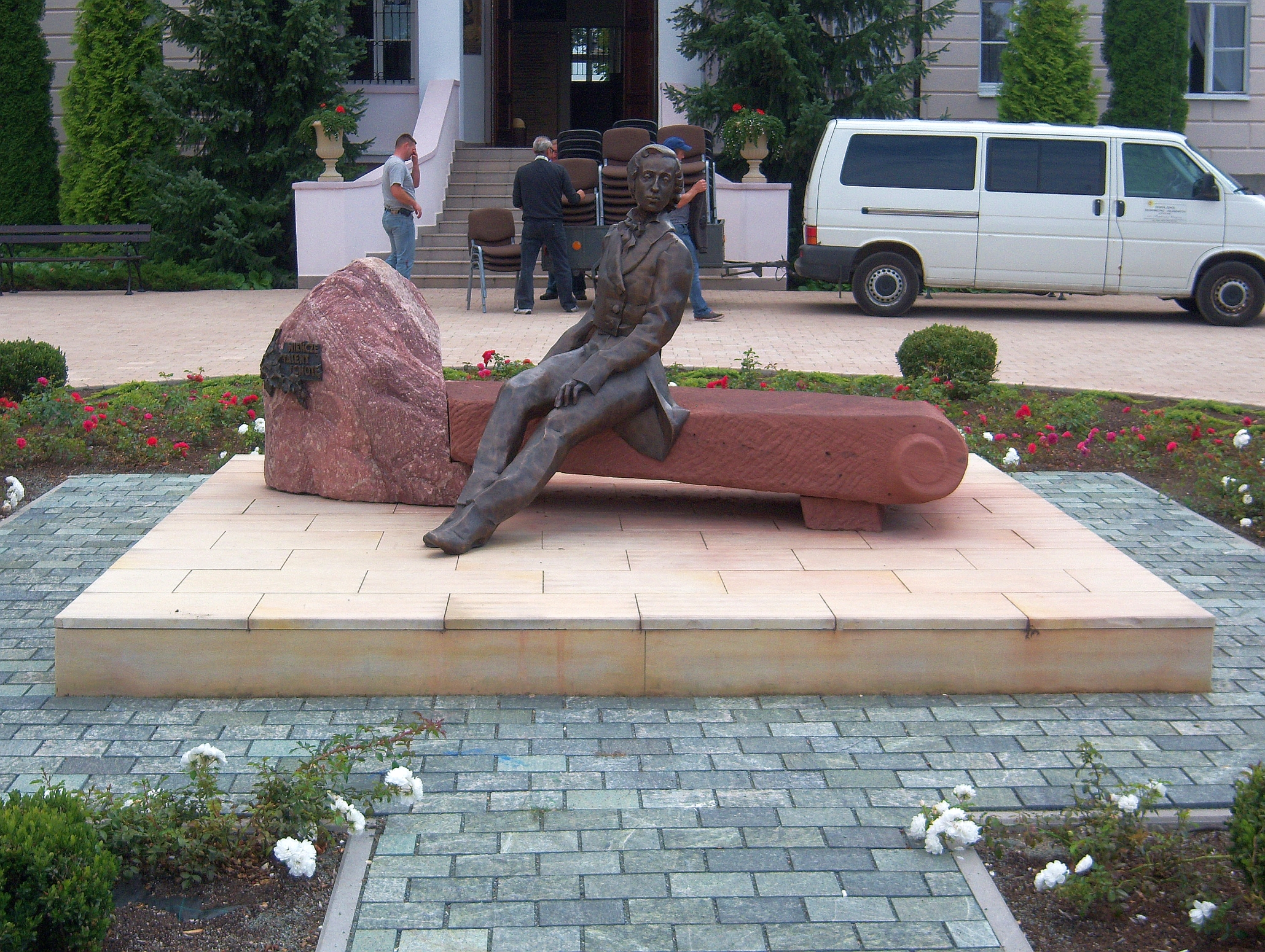
Pomnik Fryderyka Chopina w Żychlinie

W bezpośrednim sąsiedztwie zespołu kościelnego znajduje się położony w parku dawny dwór Bronikowskich i zabudowania folwarczne. Całość stanowiła dawniej założenie kościelno-dworskie, którego ważnym ogniwem była nieistniejąca dziś aleja lipowa biegnąca od bramy dworskiej w kierunku grobowca-mauzoleum. Dwór w stylu klasycystycznym zbudowano ok. 1820 r. Na początku września 1829 r. na weselu córki właściciela wsi Melanii Bronikowskiej, we dworze gościł Fryderyk Chopin, który przyjechał z Kalisza towarzysząc Adamowi Bogumiłowi Helbichowi. Obecnie mieści się tam siedziba Zespołu Szkół Ekonomiczno-Usługowych im. Fryderyka Chopina (rok założenia - 1959). W parku o pow. 2,5 ha pomnikowe okazy drzew: platan klonolistny o obwodzie 300 cm, 3 jesiony wyniosłe o obw. 300-400 cm i 2 lipy drobnolistne o obw. 400 i 500 cm. Z zabudowań folwarcznych zachowały się: spichlerz datowany na 1820 r. i pozostałości gorzelni.

### Cmentarz
Cmentarz kalwiński zachowany w pierwotnych granicach wyznaczonych murowanym ogrodzeniem, z licznie zachowanymi XIX-wiecznymi nagrobkami i płytami w dobrym stanie. Założony w 1811 r. znajduje się ok. 400 m od reszty zespołu. Architektura grobowców rodzin szlacheckich (Żychlińskich, Potworowskich, Chlebowskich i Opitzów), nagrobków duchownych i właścicieli ziemskich oraz członków ich rodzin nawiązuje do stylu pozostałych obiektów zespołu.

### Okolice
Nieopodal zabudowań parafialnych rozpoczyna się niebieski szlak turystyczny biegnący przez pobliski kompleks leśny Złotej Góry (187 m n.p.m.) – najwyższego wzniesienia w okolicy, gdzie utworzono rezerwat przyrody obejmujący obszar lasu o powierzchni 124 ha. W promieniu ok. 25 km od Żychlina obok obiektów zabytkowych (kościoły, pałace, ruiny zamków, zespoły klasztorne) znajduje się kilka jezior z dobrze rozwiniętą bazą turystyczną (przystanie, wypożyczalnie sprzętu wodnego), Nadwarciański Park Krajobrazowy i kilka rezerwatów przyrody. Unikatową atrakcją jest możliwość zobaczenia odkrywek węgla brunatnego.